# Jean de Léry
Jean de Léry (Côte-d'Or, 1534 - Suiza, 1613) fue un explorador, escritor y pastor calvinista francés, que participó activamente de dos procesos históricos de gran importancia: la colonización europea de América y la reforma protestante y las guerras de religión en Francia.

## Biografía
Léry era un joven seminarista cuando, en 1556, se fue  la decisión de acompañar un grupo de ministros y artesanos protestantes en un viaje a la Francia Antártica, colonia francesa establecida en la bahía de Guanabara, actual ciudad del Río de Janeiro.

### El viaje a Brasil
En la primera parte de su libro de viajes, Léry  fue un actor describe su travesía por mar desde Francia hasta Brasil. En el camino se encuentra con fauna marina desconocida hasta entonces y desarrolla nuevas habilidades de observación de los vientos, estrellas, corrientes y mareas. Estas experiencias prefiguran lo que ocurriría a su arribo, cuando Léry y sus compañeros descubren un mundo completamente nuevo, habitado por una amplia variedad de pueblos.

Los protestantes abandonaron la colonia y se establecieron en tierra firme, acogidos por los aborígenes Tupinamba. Algunos de ellos retornaron para la colonia y fueron ejecutados por Villegagnon. Léry y otros protestantes optaron por el retorno a Francia. El viaje, realizado en un navío bastante deteriorado, fue lento y estuvo lleno de peligros. Los tripulantes sufrieron hambre a bordo y tuvieron que comer cuero, papagayos, ratones e incluso masticar el palo brasil que traían consigo. Lery cuenta que contemplaron el canibalismo y ya se disponían a echar suertes para decidir cuál de ellos se sacrificaría para servir de alimento al resto cuando por ventura descubrieron que habían llegado a Europa.
Léry y sus amigos traían entre todo el equipaje, sin advertirlo, una carta escrita por Villegagnon ordenando la prisión y ejecución de los rebeldes protestantes. Otra vez la suerte jugó a favor de Léry, pues la tripulación fue acogida por autoridades protestantes, que ignoraron la orden. Léry recibió la noticia de las muertes de tres de sus amigos en el Brasil y las narró en el capítulo "Persecución de los Fieles en las Tierras de la América" del libro "Historia de los Mártires", publicado por Jean Crespin, abogado protestante refugiado en Ginebra.

### Participación en las guerras de religión
De regreso en Francia, Léry se hizo pastor y se casó. En 1572, la llamada Noche de San Bartolomé dio inicio a una guerra civil y religiosa entre católicos y protestantes. Lery resistió el sitio de Sancerre y trasladó sus experiencias al papel en su Historia del memorable sitio de Sancerre (1574). En este libro aseguró que sus experiencias de privaciones en el Brasil, y especialmente en el viaje de vuelta a la Francia, le resultaron muy útiles, pues supo enseñar a los soldados a confeccionar hamacas y a alimentarse de suelas de zapatos. Significativamente, Léry acusa a los franceses de ser más bárbaros que los indios caníbales que había conocido en el Brasil.

### Polémica sobre la Francia Antártida y publicación de su libro de Viajes
La Francia Antártica fue conquistada por los portugueses en 1567, 12 años después de fundación. En su lugar, los portugueses fundaron la ciudad de San Sebastián del Río de Janeiro
André Thévet, un fraile franciscano (por ende, perteneciente al bando católico), culpó en su libro "Cosmografia Universal" a los protestantes por el fracaso de la colonia. El libro de Thévet mezclaba realidad y fantasía y contenía varias incongruencias. Por ejemplo, decía que de indios cargaban cañones en los hombros, los cuales tiraban contra los portugueses[cita requerida]. En respuesta a esa acusación y atendiendo los pedidos de amigos, Léry permitió que su diario de viaje fuera publicado con el título "Histoire d'un voyage fait en la terre du Brésil" para contar su versión de lo ocurrido en el Fuerte Coligny.

## Obra
Jean de Léry es autor de dos libros:
- Histoire mémorable du siège de Sancerre (Historia memorable del cerco de Sancerre) (1574)
- Histoire d'un voyage fait en la terre du Brésil(Historia de un viaje hecho en la tierra del Brasil) (1578)